# Kvartsit

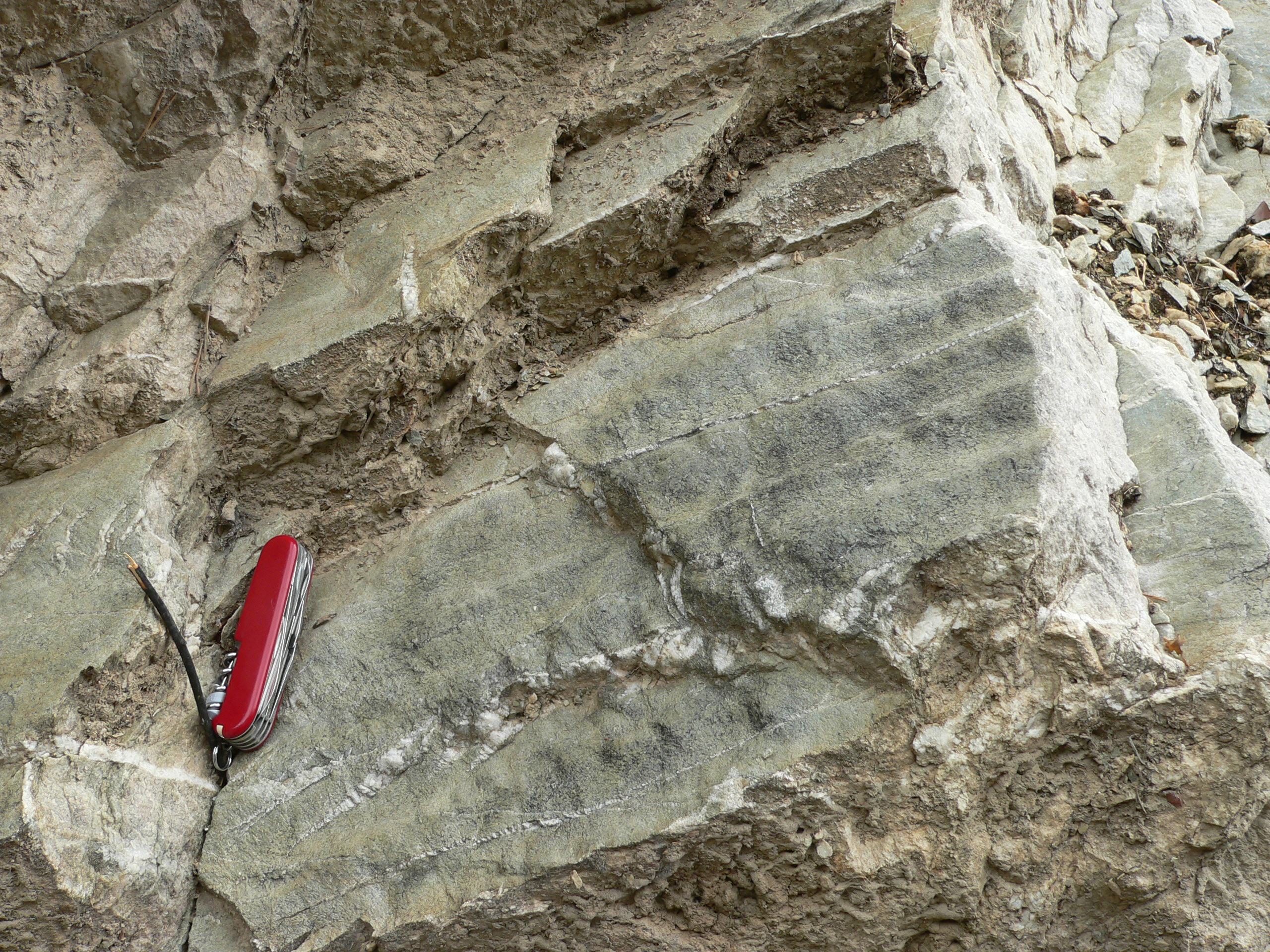
Kvartsit i Gorges du Guil i Frankrike

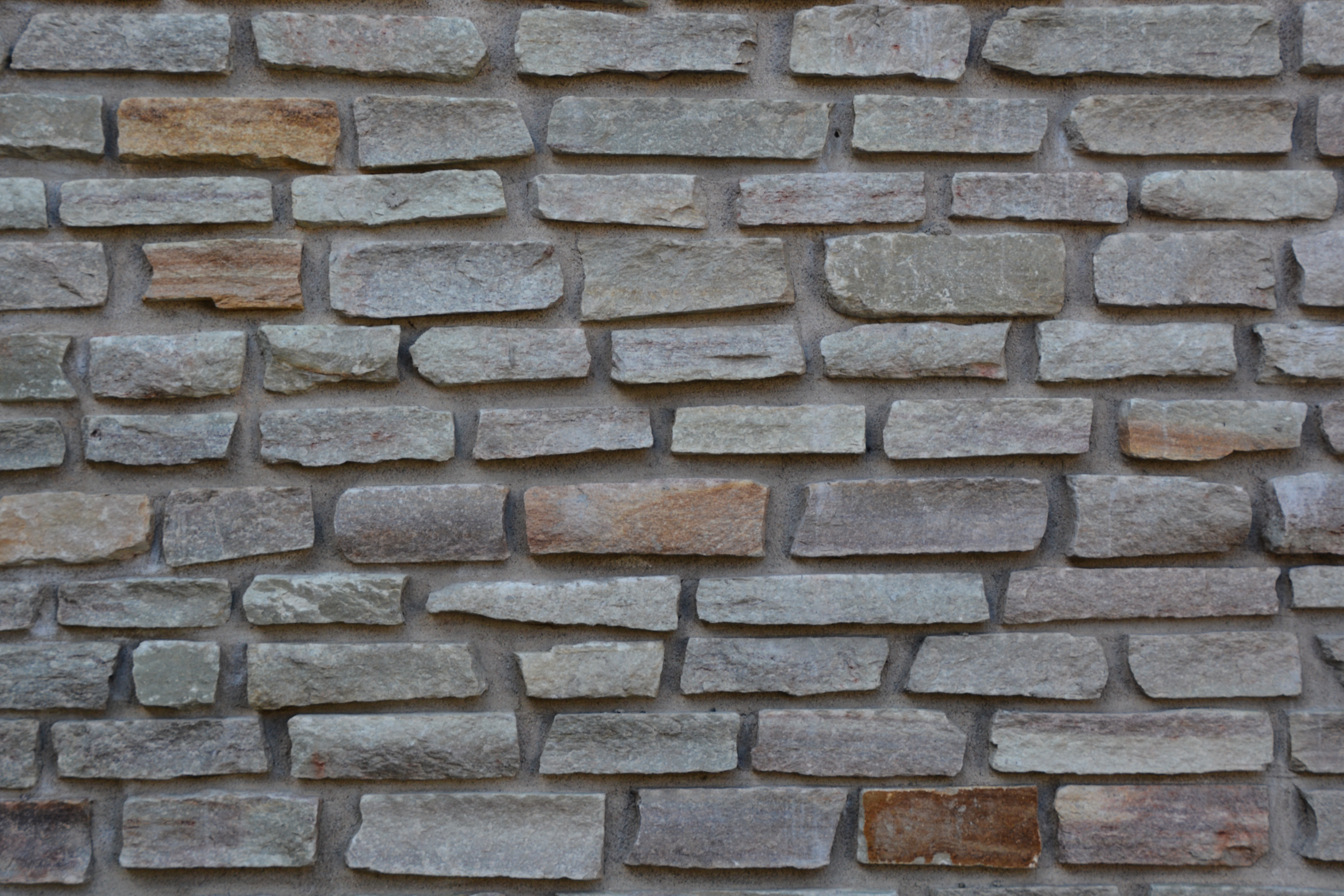
Kvartsit som byggmaterial. Järnvägsundergång i Kyrkslätt i Finland

Kvartsit är en jämnkornig, metamorf bergart, omvandlad från sandsten, vanligtvis vit eller grå till färgen och består huvudsakligen av kvarts. Kvartsit används i eldfasta material samt förr som vägbeläggningsmaterial innan arbetsmiljöreglerna skärptes.

## Hälsorisker
Damm som innehåller kvartspartiklar är en hälsofara på många arbetsplatser, till exempel där kvartshaltig sten bryts, krossas eller sågas eller där annat kvartshaltigt material hanteras så att damning uppstår. Den största gruppen som utsätts för kvarts-stendamm är byggnadsarbetare. De allra minsta partiklarna i kvartsdammet kan tränga ända ner i lungblåsorna med inandningsluften och ansamlas där. Kvartspartiklarna har en reaktiv yta som ger upphov till inflammation och ärromvandling i luftvägarna, samt påverkar immunförsvaret. Inflammationen i luftvägarna ger upphov till kronisk obstruktiv lungsjukdom (KOL), men ökar också risken för hjärtinfarkt. Inandning av kvartsdamm ökar risken för lungcancer och för silikos (stendammlunga). Påverkan på immunförsvaret ökar risken för tuberkulos, samt för olika så kallade autoimmuna sjukdomar som t.ex. reumatoid artrit (ledgångsreumatism), samt för njurskada.
Kunskapen om vid vilka lufthalter de olika hälsoriskerna uppträder är relativt god för silikos och för lungcancer, men mer begränsad för de övriga sjukdomarna. För silikos och för lungcancer gäller övergripande att risken främst är kopplad till den totala dos kvarts man inandas under ett arbetsliv. Det finns dock särskilda former av silikos som uppträder akut då lufthalterna är extremt höga (exempelvis vid torrblästring med kvartshaltig sand eller sågning i material med mycket hög kvartshalt under ogynnsamma förhållanden).

## Arbetarskydd mot kvartshaltigt damm
Den viktigaste åtgärden är att minska lufthalterna av kvarts. Detta sker i första hand genom att välja material med ingen eller lägre kvartshalt (substitutionsprincipen), genom att minska dammbildning (emission) vid källan t.ex. genom bevattning, genom att personen som utför arbetet befinner sig i en separat, ren, miljö t.ex. en ventilerad hytt/kontrollrum med övertryck och filtrerad luft mm. I sista hand används personlig skyddsutrustning i form av andningsskydd.
Eftersom kvartspartiklarna som ger upphov till sjukdom är så små (<5 mikrometer) är de inte synliga för blotta ögat. Därför kan man inte heller med sina sinnen bedöma om det finns en skadlig nivå av kvartsdamm i luften. Bedömningen av om det finns en sådan risk baseras på kunskap om verksamheten, men framför allt på luftmätningar. I Arbetsmiljöverkets  föreskrifter om kvarts-stendamm i arbetsmiljön finns krav på en dokumenterad riskbedömning och vilka åtgärder som ska genomföras.
De maximala tillåtna lufthalterna av kvartsdamm regleras av det hygieniska gränsvärdet, som avser ett genomsnittlig halt över en arbetsdag. För närvarande är det 0,1 mg per kubikmeter luft i Sverige. I USA är gränsvärdet 0,05 mg per kubikmeter luft.

## Sverige
Bergarten är vanligt förekommande i Sverige och den är Dalslands landskapssten. Under mesolitikum var i norra Sverige kvartsit, näst efter kvarts, det vanligaste redskapsmaterialet.[källa behövs] I norra Norrland fick kvartsitslagningstekniken sin höjdpunkt under bronsåldern.[källa behövs]

### Älvdalskvartsit
Huvudartikel: Älvdalskvartsit
Älvdalskvartsit är en röd och ådrad kvartsit, som bryts i Mångsbodarna.